# Hansjörg Stalder
Hansjörg Stalder (* 26. Februar 1951 in Magden; † 22. Mai 2012 in Apulien) war ein Schweizer Organist, Pianist, Pädagoge und Komponist.

## Leben und Wirken
Hansjörg Stalder hatte neben der Ausbildung zum Typographen ersten privaten Klavierunterricht mit 20 Jahren bei Vera Bernhard-Kotleijenka in Zürich. Anschliessend absolvierte er seine Musikstudien am Konservatorium und an der Musikakademie Zürich, Klavier bei Klaus Wolters und Orgel bei Hans Gutmann. Beide Fächer schloss er mit dem musikpädagogischen Diplom ab. Von 1978 bis 1982 studierte er Orgel und Klavier an der Hochschule für Musik und darstellende Kunst in Wien – Orgel bei Hans Haselböck, Klavier bei Maria-Regina Seidlhofer-Luponi, Komposition bei Erich Romanovsky – und schloss mit dem Konzertdiplom für Orgel ab. Weiterbildungen bei Jean Langlais, Guy Bovet, Michael Radulescu und Harald Vogel folgten.
Von 1982 bis zu seinem Tod 2012 war er als Organist an der evang.-ref. Kirche St. Moritz tätig. Als Organist gab er im In- und Ausland Solokonzerte, unter anderem in der «Notre-Dame de Paris», in der Kaiser-Wilhelm-Gedächtniskirche in Berlin sowie in Wien, Stockholm, Ragusa, Ulm, Ansbach und anderen Städten. Als Kammermusiker trat er mit verschiedenen Ensembles auf.
Er wirkte als Instrumental- und Theorielehrer an der Musikschule Oberengadin und war von 1987 bis 2002 deren Leiter. Er betreute die Organistenausbildung im Kanton Graubünden, war Präsident des VOGRA und Initiant einer einheitlichen, überkonfessionellen Ausbildung für die Organisten im Kanton Graubünden.
Zu seinen weiteren Aktivitäten gehörten Kompositionen für Orgel, Radio- und CD-Aufnahmen sowie eine rege Vortrags- und Kurstätigkeit.
Zudem fungierte er als Berater für die Orgel der reformierten Kirche Chamues-ch.

## Werke (Kompositionen)
- Drei Bagatellen für Orgel, Cembalo und Klavier; g-moll – G-Dur – c-moll. 1999.[9][10]
- Drei Tänze für Alphorn und Orgel; Polonaise – Polka – Tanztoccata. 2000.

## Veröffentlichungen
- VOGRA (Hrsg.): Orgelmusik von Bündner Komponisten = Musica d’orgel da cumponists grischuns = Organistica di compositori grigionesi. Werke von Jörg Perron, Hansjörg Stalder, Patrick Heinz, Stephan Thomas. 2002.

## Diskographie
- 1999: Schweizerische Orgelmusik im Bündnerischen Münstertal. Hansjörg Stalder spielt auf den historischen Instrumenten von Sta. Maria, Tschierv, Valchava und des Klosters St. Johann in Müstair. Herausgeber: Pravenda evangelica Sta. Maria. Radiotelevisiun Svizra Rumantscha.
- Hansjörg Stalder: Drei Tänze für Alphorn und Orgel. In: Jozsef Molnar, Vincent Thevenaz. Cor Des Alpes – Alphorn. Disques Office, 2001.[11]